# Oberland (circonscription électorale)
Pour les articles homonymes, voir Oberland.
La circonscription d'Oberland (en allemand : Wahlkreis Oberland) est une des deux circonscriptions électorales du Liechtenstein. Elle comporte 15 sièges au Landtag.
Ses frontières actuelles correspondent au comté historique de Vaduz (en allemand : Grafschaft Vaduz).

## Géographie
Le district comprend les principales villes de Vaduz et Schaan et est plus peuplé que l'Unterland. Il s'étend sur la partie sud du pays comprenant entre les quatre cinquièmes et les cinq sixièmes de sa superficie.
| Communes    | Population (en 2020) | Superficie (en km²) | Hameaux                                                              |
| ----------- | -------------------- | ------------------- | -------------------------------------------------------------------- |
| Balzers     | 4 667                | 19,6                | Mäls                                                                 |
| Planken     | 469                  | 5,3                 | aucune                                                               |
| Schaan      | 6 039                | 26,8                | aucune                                                               |
| Triesen     | 5 316                | 26,4                | Lawena, Valüna                                                       |
| Triesenberg | 2 618                | 29.8                | Gaflei, Malbun, Masescha, Rotenboden, Silum, Steg, Sücka, Wangerberg |
| Vaduz       | 5 701                | 17,3                | Ebenholz, Mühleholz                                                  |